# Tuck & Patti
Tuck & Patti son un dúo de jazz, formado por el matrimonio constituido por Tuck Andress y Patti Cathcart.
Tuck Andress nació en Oklahoma y estudió guitarra clásica en la Universidad de Stanford antes de viajar a Las Vegas para hacer una prueba en un show en 1980; Patti Cathcart es natural de San Francisco donde recibió una educación de música clásica. Nada más conocerse empezaron a tocar en la zona de California a comienzos de 1981. Se casaron en 1983, pero se resistieron a firmar un contrato de grabación hasta "haber cementado su propio sonido" en 1988. En el 2005 publicaron su undécimo CD.
Durante los años 70, Tuck era un guitarrista eléctrico de púa bien conocido en los círculos musicales de San Francisco. Sólo más tarde, ya junto a Patti, desarrollaría su influyente técnica de punteado.
Tocaron en la boda de Brooke Shields.

## Discografía

### Tuck & Patti
- Tuck & Patti Live in Holland (2005)
- A Gift of Love (2004)
- Chocolate Moment (2002)
- As Time Goes By (2002)
- Taking The Long Way Home (2001)
- Paradise Found (1998)
- The Best of Tuck & Patti (1997)
- Learning How To Fly (1994)
- Dream (1991)
- Love Warriors (1989)
- Tears of Joy (1988)

### Tuck Andress en solitario
- Reckless Precision (1990)
- Hymns, Carols and Songs About Snow (1991)
- Hot Licks: Tuck Andress - Fingerstyle Mastery (video instructivo)